# Automobiles Angeli
Automobiles Angeli war ein französischer Hersteller von Automobilen.

## Unternehmensgeschichte
Das Unternehmen aus Neuilly-Plaisance begann 1922 mit der Entwicklung von Automobilen. 1926 begann die Produktion. Der Markenname lautete Angeli. 1927 endete die Produktion. Insgesamt entstanden nur wenige Fahrzeuge.

## Fahrzeuge
Das einzige Modell 7 CV war ein Kleinwagen. Für den Antrieb sorgte ein Vierzylindermotor. Besonderheit war der Frontantrieb. Das Getriebe verfügte über vier Gänge. Die Karosserieform Limousine ist überliefert.